# Souhayr Belhassen
Souhayr Belhassen in arabo: سهير بلحسن (Gabès, 19 giugno 1943) è una giornalista e attivista tunisina.
È stata eletta presidente della Federazione internazionale per i diritti umani il 24 aprile 2007. È stata sostituita da Karim Lahidji il 27 maggio 2013 .

## Biografia
Figlia di una tunisina e di un tunisino nato in Indonesia, è la nipote di Hashemi Elmekki, giornalista e fondatore di giornali satirici nazionalisti scritti in arabo tunisino, la cui attività di protesta ha causato il suo allontanamento dalla Tunisia  nei primi anni Cinquanta da parte delle autorità: si è quindi stabilito in Indonesia.
Souhayr Belhassen si è laureata in giurisprudenza presso l'Università di Tunisi e quindi all'Istituto di studi politici di Parigi.
Dalla fine del 1970, è stata corrispondente in Tunisia del settimanale Jeune Afrique e per l'agenzia di stampa Reuters. È anche molto attiva nella lotta per la difesa dei diritti umani nel suo paese: dal 1984 ha fatto parte della Lega dei diritti umani tunisina, fondata nel 1977, e dal 2000 ne è diventata vice presidente.
Insieme a Sophie Bessis ha scritto una biografia di Habib Bourguiba, della quale è stata proibita la pubblicazione fino all'elezione a presidente di Zine el-Abidine Ben Ali. Il libro è stato pubblicato nel 1990. Nel 1993, Souhayr Belhassen ha lanciato una petizione per sostenere le donne in Algeria , dove ha denunciato il "silenzio colpevole" del governo tunisino che non agisce per migliorare le loro condizioni: questo ha causato la sua espulsione per cinque anni dal paese . Nel 1998, di ritorno dall'esilio, ha creato il settimanale culturale 7 sur 7 ma la rivista – che criticava il regime di Ben Ali riportando notizie diffuse da una trasmissione della catena televisiva francese France 2 – ha dovuto chiudere i battenti poco dopo le elezioni presidenziali del 1999 a causa della perdita di proventi derivante dalla proibizione ai finanziatori da parte delle autorità di acquistare spazi pubblicitari sulla rivista. Da quel momento, è stata oggetto di continua sorveglianza da parte delle autorità tunisine.
È stata nominata presidente della Federazione internazionale dei diritti umani nell'aprile 2007, succedendo all'avvocato senegalese Sidiki Kaba. È stata la prima donna ad accedere a questo ruolo da quando è stata creata la federazione, nel 1922.
Le è stata conferita la laurea honoris causa dall'Université catholique de Louvain nel 2008.
Il 30 aprile 2011, Belhassen ha ricevuto il premio Takreem come donna araba dell'anno ed è stata insignita del Premio Nord-Sud del Consiglio d'Europa.
Nella classifica delle 100 donne arabe più potenti del mondo stilata dalla rivista Arabian Business nel 2014, è ventottesima.
l'8 marzo 2012, insieme ad altre sette donne arabe, ha condotto l'iniziativa "Appello delle donne arabe per la dignità e l'uguaglianza".  Nello stesso anno è stata nominata cavaliere della Legion d'onore dal presidente francese François Hollande.

## Opere
- (ES)  Mujeres del Magreb : lo que esta en juego, Horas y horas, 1994.
- (EN) Morocco: Moroccan authorities tempted with human rights violations in the fight against terrorism, Fédération internationale des droits de l'homme, 2004.
- (FR) La Cour africaine des droits de l'Homme et des peuples : vers la cour africaine de justice et des droits de l'homme : guide pratique, Fédération internationale des droits de l'homme, 2010.
- (FR) Sophie Bessis e Souhayr Belhassen, Bourguiba. À la conquête d’un destin 1901-1957, Jeune Afrique, 1988.
- (FR) Sophie Bessis e Souhayr Belhassen, Bourguiba. Un si long règne 1957-1989", Jeune Afrique, 1989.
  - (FR) Sophie Bessis e Souhayr Belhassen, Habib Bourguiba, Un si long règne 1957-1989, Editions Elyzad (ristampa).